# 뮤직 포레스트
《김주하의 뮤직 포레스트》는 kbc My FM(광주·전남 중북부,전남 서남부 FM 101.1㎒/전남 영광 FM 104.3㎒/전남 동부권 FM 96.7㎒/전남 광양 FM 90.7㎒)에서 매주 평일 오후 4시에 방송했던 광주 전남 지역 라디오 음악 프로그램이다. 2025년 1월 31일 자로 3년만에 폐지되었다.

## 프로그램 소개
1980년대에 태어난 MZ세대 그리고 자영업, 주부, 운전 기사 등 가장 보통의 오후를 보내면서 부담 없이 즐겨 듣는 라디오 음악 프로그램

## 매일 코너
1부
- 오늘의 4rest송 (청취자 사연)
- 주간 코너 : 음악의 숲
  - 월 : 클래식/국악/재즈/월드뮤직
  - 화 : 포크송, 락, 발라드 등
  - 수 : 아이돌+힙합
  - 목 : 트로트
  - 금 : 금요 난장 1부

2부
- 공동 코너 : 로컬의 숲 (톡(Talk)파원 전화 연결)
- 주간 코너 : 지혜의 숲
  - 월 : Economy(창업,재테크,부동산,교육,건강)
  - 화 : Culture(책,공연,음악)
  - 수 : Local (이슈)
  - 목 : Trend, 아웃도어, 스포츠
  - 금 : 금요 난장 2부